# سیارک ۵۹۶۹
سیارک ۵۹۶۹ (به انگلیسی: 5969 Ryuichiro، نامگذاری:1991FT) پنج هزار و نهصد و شصت و نهمین سیارک کشف شده‌است که در ۱۷ مارس ۱۹۹۱ کشف شد.
قدر مطلق سیارک برابر ۱۳٫۴۰ است.